# Schmidtia kalahariensis
Schmidtia kalahariensis är en gräsart som beskrevs av Sydney Margaret Stent. Schmidtia kalahariensis ingår i släktet Schmidtia och familjen gräs. Inga underarter finns listade i Catalogue of Life.